# Elite Model Management
Elite Model Management — модельне агентство, дочірня компанія Elite World S.A.. Виникло 1972 року в Парижі. У 2018 році почали працювати у Нью-Йорку, Лос-Анджелесі, Маямі, Лондоні та Торонто.

## Історія
Elite Model Management було засновано в Парижі в 1972 році Джоном Касабланкас (1942-2013 рр.) та Аленом Кітлером. Спочатку у профілі агенції було 5 моделей.
Ніколас Фаррелл придбав Elite Model Management в 1990 році. Того ж року компанія стала партнером Model Management Heidi Gross у Гамбурзі.

## Моделі
З Elite співпрацюють понад 2000 моделей з п'яти континентів. Компанія проводить щорічний конкурс талантів Elite Model Look, який було засновано 1983 року.
Elite представляли Тайра Бенкс, Жизель Бюндхен, Адріана Ліма, Наомі Кемпбелл, Карен Мюлдер, Сінді Кроуфорд, Гайді Клум, Єва Герцигова, Алессандра Амбросіу, Стефані Сеймур, Анна Ніколь Сміт, Катріна Балф тощо.

## Представництва
- 1972 — Elite Models Paris
- 1977 — Elite Models New York
- 1981 — Models 1 Elite London (партнерство розірвано 1989)
- 1981 — Elite Models San Francisco (не функціонує)[10]
- 1981 — Elite Models Chicago (перейменовано в Factor Models Chicago та привласено)[11]
- 1981 — Elite Models Atlanta (перейменовано в Factor Models Atlanta та привласено)
- 1985 — Copenhagen Models (перейменовано Elite Models Copenhagen, Licensee, Acquired in 2009)
- 1987 — Elite Models Ohio (не функціонує)[12]
- 1988 — Elite Models Milan
- 1990 — Heidi Gross Model Management (ліцензіат)
- 1992 — Munich Models (ліцензіат)
- 1996 — Elite Models Singapore (перезасновано 2005)
- 2005 — Elite Models Malaysia
- 2005 — Elite Models Thailand (пізніше перейменовано в Elite Models Bangkok)
- 2005 — Elite Models Philippines (пізніше перейменовано в Elite Models Manila)
- 2005 — Elite Models Indonesia
- 2009 — Elite Model London
- 2009 — Loft Models/Elite Models Lisbon
- 2011 — Elite Models Shanghai
- Elite Models Tokyo
- Elite Models South Africa (станом на 2012 рік не функціонує)
- Elite Models Australia
- Elite Models Stockholm
- Elite Models Brazil
- Elite Models Toronto
- Loft Models/Elite Models Lisbon
- Elite Models Barcelona
- Elite Models Reykjavik
- Elite Models Morocco (станом на 2012 рік не функціонує)
- Elite Models India
- Elite Models Israel
- Elite Models Bratislava
- Elite Models Prague
- Elite Models Chile
- Elite Models Ho Chi Minh
- Options Models — Zurich
- Elite Models Madrid (не функціонує)
- Elite Models Vienna